# 長鰍
長鰍為輻鰭魚綱鯉形目鰍科的其中一種，為溫帶淡水魚，分布於歐洲塞爾維亞、蒙特內哥羅及羅馬尼亞的多瑙河流域，體長可達9公分，棲息在沙石底質、植被生長且流動的河川底層水域，生活習性不明。
其种加词“elongata”意为“长的”。